# Wolfgang Seidel (Autor)
Wolfgang Seidel (* 1953) ist ein deutscher Autor, der sich vornehmlich mit Geschichte, Kulturgeschichte, Wirtschaftsgeschichte, Etymologie und Sprachgeschichte befasst.

## Leben
Wolfgang Seidel arbeitete nach einem Jura-Studium als Lektor in Stuttgart und Frankfurt. Seit 2001 lebt und arbeitet er in München, wo er freiberuflich als Übersetzer und Autor tätig ist.

## Veröffentlichungen

### Als Autor
- Wie kam der Sturm ins Wasserglas? Zitate, die zu Redewendungen wurden (= dtv, Bd. 34666),  München: Deutscher  Taschenbuch-Verlag, 2011, ISBN 978-3-423-34666-5; Inhaltsverzeichnis und Inhaltstext
- Wann tranken die Türken ihren Kaffee vor Wien? Weltgeschichte – alles, was man wissen muss. Eichborn, Frankfurt am Main 2010, ISBN 978-3-423-34584-2.
- Es geht um die Wurst – was hinter unseren Wörtern steckt. dtv, München 2009, ISBN 978-3-8218-6512-6.
- Wo die Würfel fallen – Worte, die Geschichte machten. dtv, München 2006, ISBN 978-3-423-34524-8.
- Die alte Schachtel ist nicht aus Pappe – was hinter unseren Wörtern steckt. dtv, München 2007, ISBN 978-3-423-34449-4.
- Woher kommt das schwarze Schaf? – was hinter unseren Wörtern steckt. dtv, München 2007, ISBN 978-3-423-34312-1.
- Die Schwaben pauschal. Fischer-Taschenbuch-Verlag, Frankfurt am Main 1999, ISBN 3-596-14139-7.
- Die Weltgeschichte der Pflanzen. Eichborn, Köln 2012, ISBN 978-3-8479-0512-7.
- Sternstunden. Die abenteuerliche Geschichte der Entdeckung und Vermessung der Welt. Eichborn, Köln 2014, ISBN 978-3-8479-0574-5.
- Das geheime Leben der Wörter. Warum Kirchenmäuse arm sind, was das Wort Buch bedeutet und wie Niesen mit Dämonen zusammenhängt. riva, München 2019, ISBN 978-3-7423-1110-8
- Die ältesten Familienunternehmen Deutschlands. Finanzbuch, München 2020, ISBN 978-3-95972-246-9.

### Als Herausgeber
- Unvergängliche Sagen und Legenden. Reader’s Digest, Stuttgart 2003, ISBN 3-89915-131-3.